# Solfara Travale
La solfara Travale o miniera Travale è stata una miniera di zolfo, sita in provincia di Agrigento nelle vicinanze di Ravanusa in località Conte.
La solfatara, di proprietà di Travale, già attiva nel 1839, risulta oggi abbandonata.